# 15.ª División Panzer (Wehrmacht)
La 15.ª División Panzer fue una división Panzer del Heer en servicio durante la Segunda Guerra Mundial en la Campaña del Norte de África.
Miembros famosos de la división fueron los oficiales Wilhelm Teege, Hans Cramer, Johannes Kümmel, Hans-Günther Stotten, Josef Irken (último comandante de los Panzer del Afrika Korps) y el mayor Roland von Hößlin (Hösslin), involucrado en el atentado contra Hitler del 20 de julio de 1944 y posteriormente ejecutado por su participación en el mismo.

## Historia

### Orígenes de la 33.ª División de Infantería
Los orígenes de la 15.ª División Panzer reside en la 33. Infanterie-Division (33.ª División de Infantería), creada en Darmstadt el 1 de abril de 1936 y puesta bajo las órdenes del Mayor General Eugen von Schobert hasta el 3 de febrero fel año 1938.
Cuando, en septiembre del año 1939 comenzó la Campaña de Polonia, la unidad, ahora al mando del general de Artillería Hermann von Speck, se mantuvo en la guarnición de Sarre (en alemán: Saarland).

En mayo de año 1940 la 33.ª División de Infantería participò en la Batalla de Francia bajo las órdenes del Teniente General Rudolf Sintzenich y en la organización del 6 º Ejército del Grupo de Ejércitos B. Los soldados cruzaron el Somme combatiendo en Péronne, para luego continuar hacia París y poner fin a las operaciones militares en el Sena y Loira.

De julio a septiembre se mantuvo en Francia, con las tropas de ocupación, mientras que en octubre, cuando el comandante era el General del Panzertruppen (Fuerzas Bkindadas) Friedrich Kuhn, fue enviada a Alemania adhiriéndose a la fuerza de reserva. Pronto se transformó en la 15.ª División Panzer.

### Eatablecimiento y envío a África
Formada el 1 de noviembre de 1940 en Darmstadt. después de la transformación de la 33.ª División de Infantería, la 15.ª División Panzer representó uno de los principales elementos del célebre Afrika Korps de Erwin Rommel.
Hacia finales de marzo del año 1941 45 Panzer II, 71 Panzer III, 20 Panzer IV y 10 Panzerbefehlswagen (pequeños vehículos de mando acorazados) la unidad comenzó a movilizarse en Libia para ser enmarcada en el Africa Korps, a través de Nápoles, para aterrizar finalmente en Trípoli, pero durante el viaje por mar, el barco que transportaba al 33. Nachrichten-Abteilung (33.er Batallón de Comunicaciones) fue hundido por unidades británicas, siendo reemplazado por el 78. Nachrichten-Abteilung.

### Avances y retiradas con el Africa Korps
El primer enfrentamiento tuvo lugar bien pronto para contrarrestar la Operación Brevity, llevada a cabo por las tropas británicas, con enfrentamientos en el Fuerte Capuzzo, Sollum y Tobruk (donde sufrieron fuertes pérdidas, continuando después hasta el paso de Halfaya, donde la formación acorazada se puso a la defensiva después de haber luchado junto a otros departamentos del Ejército italo-alemán, en la Operación Battleaxe (la nueva y fallida ofensiva británica en junio del año 1941), pero perdieron 35 de los 80 carros de combate.

La nueva ofensiva británica, de la Operación Crusader, obligó a la 15ª División Panzer, 42 Panzer II, 77 Panzer III, 21 Panzer IV y 5carros de comando Matilda Mk II Inglés, a retirarse de sus posiciones anteriores, lo que lo hacía aún más difícil, contraatacando a las tropas enemigas cuando era posible. La respuesta alemana no se hizo esperar mucho tiempo. Rommel ordenó a sus fuerzas avanzar de nuevo hacia Cirenaica, y la 15.ª División Panzer llegó a Bardia y al fuerte Capuzzo para luego retirarse a El Agheila a principios del año 1942. Refuerzos recibidos aportaron a 7 Panzer II, 61 Panzer III y 7 Panzer IV y un carro de comando, Los hombres de la división reanudaron la ofensiva, junto con la 21. Panzer-Division, llegando a Gazala en febrero de 1942.

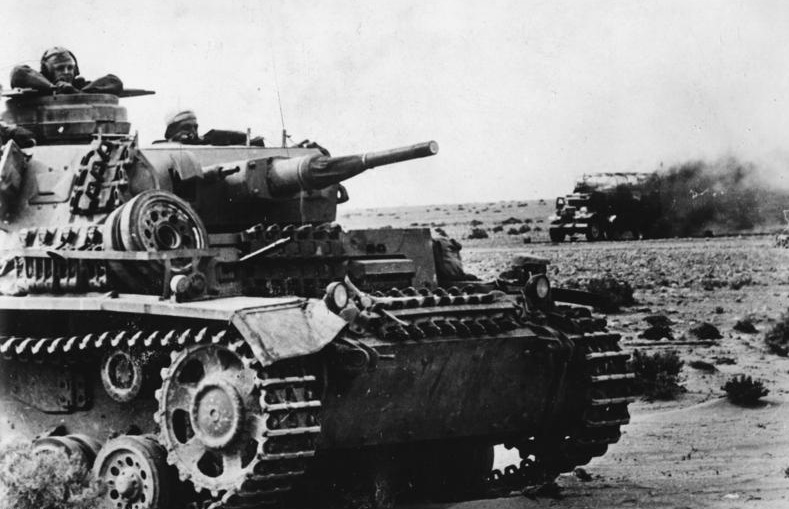
Un Panzer III del Afrika Korps pasando cerca de los restos de un vehículo británico en llamas.

Ante la próxima Batalla de Gazala, la 15.ª División Panzer, recibió un nuevo reemplazo, con lo que llegó a tener 29 Panzer II, 134 Panzer III, 22 Panzer IV y 4 Panzerbefehlswagen, dando otra prueba de su destreza y notable habilidad en las operaciones combinadas en el desierto, participando junto con la 21 División Panzer en todas las etapas de la confusa batalla, que culminó en mortal choque de blindados con la "destrucción de la tierra" en la localidad de Knightsbridge, donde fueron derrotados el resto de las fuerzas armadas británicas entre el 11 de junio y 13 de junio de 1942. Después de esta victoria, la división tomó parte en la brillante conquista de la ciudad de Tobruk el 21 de junio de ese mismo año y la frenética persecución en profundidad en Egipto hasta El Alamein. El éxito alcanzado fue notable: de mayo a julio del año 1942, la 15ª División Panzer destruyó 845 tanques, 151 automóviles blindados y otros 130 vehículos diferentes.

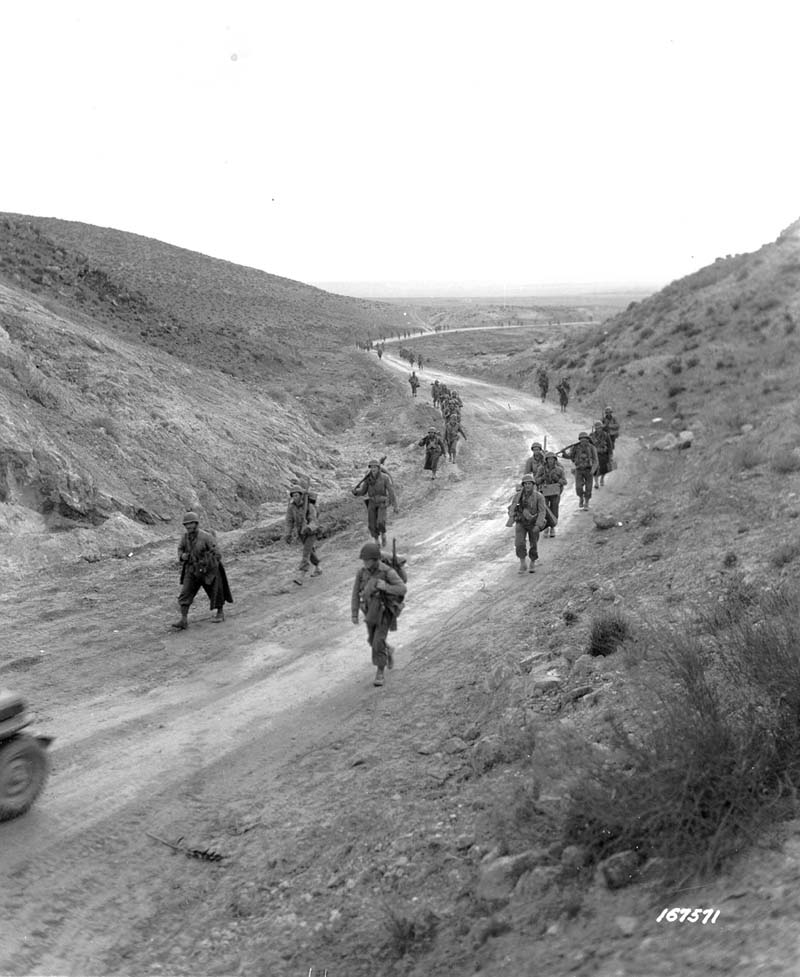
Regimiento estadounidense atravesando el paso de Kasserine.

La división participó sucesivamente en la Primera Batalla de El Alamein y en vísperas de la batalla de Alam el Halfa tenía 15 Panzer II, 77 Panzer III (43 con cañones cortos de 5 a 34 cm con el cañón largo principal, siempre el mismo calibre), 16 Panzer IV (3 con un cañón corto de 7.5 a 13 cm, junto con el cañón largo principal, siempre de 7,5 cm) y 2 Panzerbefehlswagen. De nuevo las pérdidas fueron considerables, pero la división se comprometió en la Segunda Batalla de El Alamein, donde se encontró, cada vez más, con una desesperada lucha contra un enemigo que seguía día a día en aumento, especialmente en términos de número, de sus fuerzas blindadas. El 4 de noviembre de 1942 comenzó una larga retirada, con la división sacrificada en la retaguardia, que solo se detuvo en la frontera entre Libia y Túnez en la Línea Mareth.

### El fin en Túnez
La unidad contraatacó en el mes de febrero del año 1943 ayudando a ganar la Batalla del paso de Kasserine, en las cual, sin embargo, participó solo en las etapas finales. Su situación no era en modo alguno de peligro, y después de entrar en contacto con el enemigo en Médenine y en otros lugares, entre el 11 y 13 de mayo de 1943, una gran parte de la división, en la cual se habían reunido ya con ella casi todos los tanques del norte de África, que se rindió junto con las últimas fuerzas italo-alemanas.
Los restos de la 15.ª División Panzer fueron utilizados para formar la 15.ª División Panzergrenadier en Sicilia en julio del año 1943, cambiando el nombre por División Sicilia Divisione Sizilien.

## Condecoraciones
La 15.ª División Panzer no estuvo exenta de condecoraciones: 54 soldados recibieron la Cruz Alemana de Oro (Deutsche Kreuz in Gold), 10 el Broche de Honor del Ejército (Ehrenblatt Spange der Heeres) y 23 la Cruz de Caballero de la Cruz de Hierro (Ritterkreuz des Eisernen Kreuzes).

El Teniente coronel oberstleutnant Georg Stehle fue honrado el 13 de septiembre de 1943 con la Orden de Miguel el Valiente (Ordinul Mihai Viteazul) de tercera clase.
|                                              |
| Cruz Alemana de Oro (Deutsche Kreuz in Gold) |

|                                                                           |
| Cruz de Caballero de la Cruz de Hierro (Ritterkreuz des Eisernen Kreuzes) |

|                                                                                            |
| Orden de Miguel El Valiente (Orden Michael des Tapferen; Ordinul Mihai Viteazul en rumano) |

## Orden de batalla
| 26 de marzo de 1941 - Staff (Cuartel General) - 8. Panzer-Regiment (8º Regimiento Panzer) - recibe el 18 de enero de 1941 la 10. Panzer-Division - 15. Schützen-Brigade (15.ª Brigada de Infantería mecanizada) - 104. Schützen-Regiment (104.º Regimiento de infantería) - el 1 de septiembre de 1941 se transfirió a la 21.ª División Panzer - 115. Schützen-Regiment (115.º Regimiento de infantería) - 15. Kradschützen-Abteilung (15º Batallón motociclista) - 33. Aufklärungs-Abteilung (33.er Batallón de exploradores) - 33. Artillerie-Regiment (33.er Regimiento de artillería) - 33. Panzerjäger-Abteilung (33.er Batallón cazacarros) - 33. Pionier-Abteilung (33.er Batallón de Ingeniería militar) - 33. Nachrichten-Abteilung (33.er Batallón de comunicaciones) - hundido el 16 de abril de 1941 durante su transporte a Libia - 78. Nachrichten-Abteilung - (78.º Batallón de comunicaciones) desde el 5 de mayo de 1941 - 33. Feldersatz-Bataillon (33.er Batallón de reemplazos) - Unità di servizi e supporto (Unidad de servicios y apoyo) 23 de octubre de 1942 - Norte de África - Staff (Cuartel General) - 8. Panzer-Regiment (8.º Regimiento Panzer) - 115. Panzergrenadier-Regiment (115.º Regimiento Granaderos Panzer) - en tres batallones - 33. Artillerie-Regiment - (Regimiento de artillería) en tres grupos - 33. Aufklärungs-Abteilung (33.er Batallón de exploradores) - 33. Panzerjäger-Abteilung (33.er Batallón de Ingeniería militar) - I/33. Flak Regiment (mot.) (1.ª Compañía del 33.er Regimiento FlaK - Artillería antiaérea) - 33. Pionier-Abteilung (33.er Batallón de Ingeniería militar) - 78. Nachrichten-Abteilung (78.º Batallón de comunicaciones) - 33. Feldersatz-Abteilung (33.er Batallón de reemplazo) - Unità di servizi e supporto (Unidad de servicios y soporte) | 29 de abril de 1943 - Staff (Cuartel General) - 8. Panzer-Regiment (8.º Regimiento Panzer) - 504. Schwere Panzer-Abteilung (504.º Batallón de blindados pesados) - 115. Panzergrenadier-Regiment (115.º Regimiento Granaderos Panzer) - 47. Panzergrenadier-Regiment (47.º Regimiento Granaderos Panzer) - 33. Panzer-Artillerie-Regiment (33.er reggimento di artiglieria corazzato) - 276. Heeres-Flak-Abteilung (276.º destacamento FlaK del ejército) - 33. Panzerjäger-Abteilung (33.er Batallón de Ingeniería militar) - 33. Pionier-Abteilung (33.er Batallón de Ingeniería militar) - 78. Nachrichten-Abteilung (78.º Batallón de comunicaciones) - 15. Aufklärungs-Abteilung (33.er Batallón de exploradores) - 33. Feldersatz-Abteilung (33.er Batallón de reemplazo) - Unità di servizi e supporto (Unidad de servicios y soporte) |

## Comandantes
| Nombre                             | Grado                     | Inicio                  | Final                     | Notas                                                                                  |
| Friedrich Kühn                     | Generalmajor Generalmajor | 1 de noviembre de 1940  | 22 de marzo de 1941       |                                                                                        |
| Heinrich von Prittwitz und Gaffron | Generalmajor              | 22 de marzo de 1941     | 10 del abril del año 1941 | Muerto el 10 de abril de 1941 por fuego de cañón antitanque británico en Tobruk        |
| Hans-Karl von Esebeck              | Oberst                    | 13 de abril de 1941     | 15 de abril de 1941       |                                                                                        |
| Hans-Karl von Esebeck              | Generalmajor              | 15 de abril de 1941     | 13 de mayo de 1941        | Herido y evacuado en Alemania                                                          |
| Max von Herff                      | Oberst                    | 13 de mayo de 1941      | 25 de mayo de 1941        |                                                                                        |
| Walter Neumann-Silkow              | Generalmajor              | 26 de mayo de 1941      | 6 de diciembre de 1941    | Herido por fuego de artillería en Bir el Gobi, muerto tres días después en el hospital |
| Erwin Menny                        | Oberst                    | 6 de diciembre de 1941  | 8 de diciembre de 1941    |                                                                                        |
| Gustav von Vaerst                  | Generalmajor              | 9 de diciembre de 1941  | 26 de mayo de 1942        | Herido y hospitalizado                                                                 |
| Eduard Crasemann                   | Oberst                    | 26 de mayo de 1942      | 14 de julio de 1942       |                                                                                        |
| Heinz von Randow                   | Generalmajor              | 15 de julio de 1942     | 25 de agosto de 1942      |                                                                                        |
| Gustav von Vaerst                  | Generalmajor              | 25 de agosto de 1942    | 10 de noviembre de 1942   | Dejó el mando debido a una enfermedad                                                  |
| Eduard Crasemann                   | Oberst                    | 11 de noviembre de 1942 | 17 de noviembre de 1942   |                                                                                        |
| Willibald Borowietz                | Oberst                    | 18 de noviembre de 1942 | 31 de diciembre de 1942   |                                                                                        |
| Willibald Borowietz                | Generalleutnant           | 1 de enero de 1943      | 10 de mayo de 1943        |                                                                                        |

Datos extraídos de: